# Савонијусова турбина
Савонијусова турбина је направа за претварање енергије вјетра у механичку енергију ротације.
Турбину је 1922. патентирао фински инжењер Сигурд Савонијус (фин. Sigurd Savoniuksen)

## Рад
Спада у турбине са вертикалном осовином. Ради независно од смјера вјетра и сама се покреће из заустављене позиције ако има више од два крака. Турбина ради на принципу отпора ваздуха пошто су јој краци (лопатице) заобљене. Крак који „хвата“ вјетар има већи отпор него други крак који иде „против“ вјетра. Ова разлика у отпору ваздуха узрокује окретање турбине. Због овога, механизам за окретање „у вјетар“ није потребан.

## Употреба
Користе се свуда гдје је поузданост важнија од ефикасности. Неки анемометри и морске плутаче са инструментима користе Савонијусове турбине за производњу електричне енергије, јер је одржавање на неким локацијама тешко или немогуће.
Најчешћа примјена Савонијусове турбине је за вентилацију на крововима возила (флетнер вентилатор (Flettner)). Понекад се користе и за рекламу, гдје ротација турбине привлачи поглед на рекламни натпис.
Савонијусова турбина је врло честа међу аматерским градитељима вјетроелектрана, због једноставности израде и поузданости у раду.

## Конструкција
Најједноставнији начин је да се цилиндар или буре исијече по вертикали на два дијела. Дијелови се затим повезују на вертикалну осовину, а на доњем дијелу осовине је механички пренос до електричног генератора или механичке пумпе, зависно од намјене.
Постоје разне конфигурације, од којих су неке са два или четири крака (лопатице) приказане на слици. Приказан је поглед одозго, не са стране.
- Конфигурација 1:

Лака за израду и чврста, јер су кракови везани једним крајем директно на осовину ротора. Може имати проблема при окретању при одређеним смјеровима вјетра („одозго“ или „одоздо“ на слици). Релативно ниска ефикасност.
- Конфигурација 2:

Исти принцип али са четири крака. Сва четири крака могу бити на истој висини, али то није нужно. Ова врста се сама покреће при било којем смјеру вјетра.
Релативно ниска ефикасност.
- Конфигурација 3:

Два крака али помјерена тако да ваздух који удара у лопатицу бива закренут и удара у другу лопатицу. Нешто тежа за израду, мало боља ефикасност од врста 1 и 2.
- Конфигурација 4:

Четири крака, принцип као код врсте 3. Кракови морају бити раздвојени по висини (на слици приказани као посебно црни, посебно плави). Ефикасност боља него 1 и 2.
- Конфигурација 5:

Виша ефикасност него 1, 2, 3 и 4. Не само да је ваздух закренут на другу лопатицу, већ и облик лопатице донекле врши функцију аеропрофила, па ствара додатни узгон. Релативно висока ефикасност.
- Конфигурација 6:

Као 5 али са четири крака који морају бити раздвојени по висини (плави и црни). Сама се покреће при сваком смјеру вјетра, ефикасност виша него код свих осталих конфигурација.

## Ефикасност
Ефикасност се креће од највише 25% (за полукружне лопатице) до 32% (за посебно обликоване лопатице које се понашају и као аеропрофил).